# Subdivisões do Chipre do Norte
Divisões administrativas

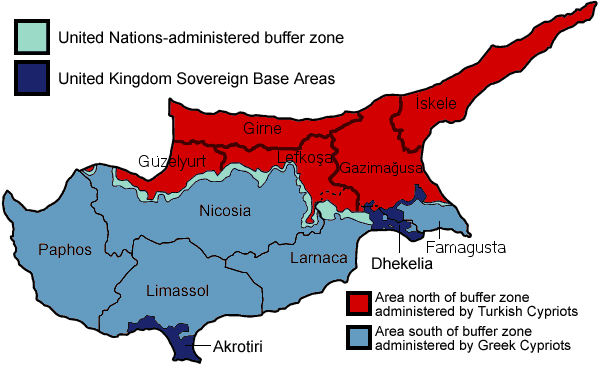
Regiões administrativas da TRNC.

A República Turca do Chipre do Norte é dividida em cinco distritos.
- Lefkoşa (Nicósia)
- Mağusa (Famagusta)
- Girne (Cirênia)
- Güzelyurt (Morphou)
- İskele (Trikomo)